# Jeszkowice
Jeszkowice (niem. Jäschkowitz, 1937–1945 Lengefeld) – wieś w Polsce położona w województwie dolnośląskim, w powiecie wrocławskim, w gminie Czernica.

## Podział administracyjny
| SIMC    | Nazwa    | Rodzaj    |
| ------- | -------- | --------- |
| 0873550 | Janowice | część wsi |

W latach 1975–1998 miejscowość administracyjnie należała do województwa wrocławskiego.

## Hydrologia
We wsi znajduje się Stopień Wodny Janowice.

## Historia
Pierwsza wzmianka o wsi (pod nazwą Jatscovici) pochodzi z 1272 roku przy okazji namawiania opata klasztor św. Wincentego we Wrocławiu, Wilhelma, przez księcia Henryka IV Probusa do wydzierżawienia wsi książęcemu zaufanemu - Szymonowi Gallikowi, który najprawdopodobniej był agentem króla Ottokara. Wcześniej Jeszkowice należały do wnuka Piotra Włostowica, Leonarda.
W późniejszych latach wieś należała m.in. do rycerza Johanna z Langinveltu, klasztoru augustianów we Wrocławiu, rodziny Saurmów (panującej w Jelczu), rodziny von Dyhrn-Schoenau.